# Municipio de Windsor (condado de Lawrence)
El municipio de Windsor (en inglés: Windsor Township) es un municipio ubicado en el condado de Lawrence en el estado estadounidense de Ohio. En el año 2010 tenía una población de 2147 habitantes y una densidad poblacional de 21,17 personas por km².

## Geografía
El municipio de Windsor se encuentra ubicado en las coordenadas 38°32′48″N 82°24′59″O / 38.54667, -82.41639. Según la Oficina del Censo de los Estados Unidos, el municipio tiene una superficie total de 101.4 km², de la cual 100,94 km² corresponden a tierra firme y (0,45 %) 0,46 km² es agua.

## Demografía
Según el censo de 2010, había 2147 personas residiendo en el municipio de Windsor. La densidad de población era de 21,17 hab./km². De los 2147 habitantes, el municipio de Windsor estaba compuesto por el 98,98 % blancos, el 0,14 % eran amerindios, el 0,23 % eran asiáticos, el 0,05 % eran de otras razas y el 0,61 % eran de una mezcla de razas. Del total de la población el 1,02 % eran hispanos o latinos de cualquier raza.